# Marco Insam
Marco Insam (* 5. června 1989 Selva di Val Gardena) je italský lední hokejista. Hraje na pozici levého křídla v klubu HC Bolzano, který je účastníkem EBEL.
Jeho otec Adolf Insam byl v letech 1971 až 1985 italským hokejovým reprezentantem a po ukončení kariéry se stal trenérem.
Je odchovancem klubu Milano Vipers, kde v roce 2006 naskočil do vrcholového hokeje. V letech 2008 až 2010 působil v zámoří v Niagara IceDogs, od roku 2010 hraje za Bolzano s výjimkou sezóny 2017/18, kterou strávil ve finském Ässätu Pori. V roce 2012 vyhrál italskou ligu a superpohár, v roce 2014 se stal vítězem EBEL.
Na mistrovství světa juniorů v ledním hokeji 2008 byl nejlepším střelcem druhé divize. Za seniorskou italskou reprezentaci hrál na pěti světových šampionátech elitní kategorie (2008, 2012, 2014, 2017 a 2019) a pěti šampionátech Divize I, zúčastnil se také tří olympijských kvalifikací.